# Buldana
Buldana es una ciudad y  municipio situada en el distrito de Buldana en el estado de Maharashtra (India). Su población es de 67431 habitantes (2011). 

## Demografía
Según el censo de 2011 la población de Buldana era de 67431 habitantes, de los cuales 34502 eran hombres y 32929 eran mujeres. Buldana tiene una tasa media de alfabetización del 90,40%, superior a la media estatal del 82,34%: la alfabetización masculina es del 93,97%, y la alfabetización femenina del 86,74%.

## Clima
| Parámetros climáticos promedio de Buldhana (1981–2010, extremes 1908–2011) | Parámetros climáticos promedio de Buldhana (1981–2010, extremes 1908–2011) | Parámetros climáticos promedio de Buldhana (1981–2010, extremes 1908–2011) | Parámetros climáticos promedio de Buldhana (1981–2010, extremes 1908–2011) | Parámetros climáticos promedio de Buldhana (1981–2010, extremes 1908–2011) | Parámetros climáticos promedio de Buldhana (1981–2010, extremes 1908–2011) | Parámetros climáticos promedio de Buldhana (1981–2010, extremes 1908–2011) | Parámetros climáticos promedio de Buldhana (1981–2010, extremes 1908–2011) | Parámetros climáticos promedio de Buldhana (1981–2010, extremes 1908–2011) | Parámetros climáticos promedio de Buldhana (1981–2010, extremes 1908–2011) | Parámetros climáticos promedio de Buldhana (1981–2010, extremes 1908–2011) | Parámetros climáticos promedio de Buldhana (1981–2010, extremes 1908–2011) | Parámetros climáticos promedio de Buldhana (1981–2010, extremes 1908–2011) | Parámetros climáticos promedio de Buldhana (1981–2010, extremes 1908–2011) |
| Mes                                                                        | Ene.                                                                       | Feb.                                                                       | Mar.                                                                       | Abr.                                                                       | May.                                                                       | Jun.                                                                       | Jul.                                                                       | Ago.                                                                       | Sep.                                                                       | Oct.                                                                       | Nov.                                                                       | Dic.                                                                       | Anual                                                                      |
| -------------------------------------------------------------------------- | -------------------------------------------------------------------------- | -------------------------------------------------------------------------- | -------------------------------------------------------------------------- | -------------------------------------------------------------------------- | -------------------------------------------------------------------------- | -------------------------------------------------------------------------- | -------------------------------------------------------------------------- | -------------------------------------------------------------------------- | -------------------------------------------------------------------------- | -------------------------------------------------------------------------- | -------------------------------------------------------------------------- | -------------------------------------------------------------------------- | -------------------------------------------------------------------------- |
| Temp. máx. abs. (°C)                                                       | 35.8                                                                       | 37.8                                                                       | 40.3                                                                       | 43.2                                                                       | 44.2                                                                       | 42.4                                                                       | 41.2                                                                       | 35.0                                                                       | 36.0                                                                       | 35.8                                                                       | 39.5                                                                       | 33.0                                                                       | 44.2                                                                       |
| Temp. máx. media (°C)                                                      | 27.5                                                                       | 30.3                                                                       | 34.2                                                                       | 37.7                                                                       | 38.7                                                                       | 34.3                                                                       | 28.9                                                                       | 27.4                                                                       | 29.1                                                                       | 30.5                                                                       | 28.9                                                                       | 27.6                                                                       | 31.3                                                                       |
| Temp. mín. media (°C)                                                      | 14.7                                                                       | 16.8                                                                       | 20.6                                                                       | 24.5                                                                       | 25.3                                                                       | 23.3                                                                       | 21.7                                                                       | 20.8                                                                       | 21.2                                                                       | 20.0                                                                       | 17.1                                                                       | 14.6                                                                       | 20.0                                                                       |
| Temp. mín. abs. (°C)                                                       | 5.0                                                                        | 4.4                                                                        | 11.2                                                                       | 15.9                                                                       | 15.1                                                                       | 17.5                                                                       | 14.2                                                                       | 16.4                                                                       | 15.0                                                                       | 13.4                                                                       | 11.0                                                                       | 5.9                                                                        | 4.4                                                                        |
| Lluvias (mm)                                                               | 7.4                                                                        | 6.9                                                                        | 12.7                                                                       | 3.0                                                                        | 13.9                                                                       | 159.1                                                                      | 193.0                                                                      | 232.6                                                                      | 129.9                                                                      | 77.7                                                                       | 20.7                                                                       | 8.1                                                                        | 865.0                                                                      |
| Días de lluvias (≥ 1 mm)                                                   | 0.5                                                                        | 0.6                                                                        | 0.9                                                                        | 0.5                                                                        | 1.2                                                                        | 7.5                                                                        | 11.8                                                                       | 11.9                                                                       | 7.4                                                                        | 3.4                                                                        | 1.3                                                                        | 0.5                                                                        | 47.5                                                                       |
| Humedad relativa (%)                                                       | 37                                                                         | 28                                                                         | 23                                                                         | 21                                                                         | 24                                                                         | 49                                                                         | 71                                                                         | 76                                                                         | 67                                                                         | 51                                                                         | 41                                                                         | 39                                                                         | 44                                                                         |
| Fuente: India Meteorological Department                                    |                                                                            |                                                                            |                                                                            |                                                                            |                                                                            |                                                                            |                                                                            |                                                                            |                                                                            |                                                                            |                                                                            |                                                                            |                                                                            |